# 인디카 (밴드)
인디카(Indica)는 핀란드의 록 밴드이다.